# Kompleks startowy 39 Centrum Kennedy’ego

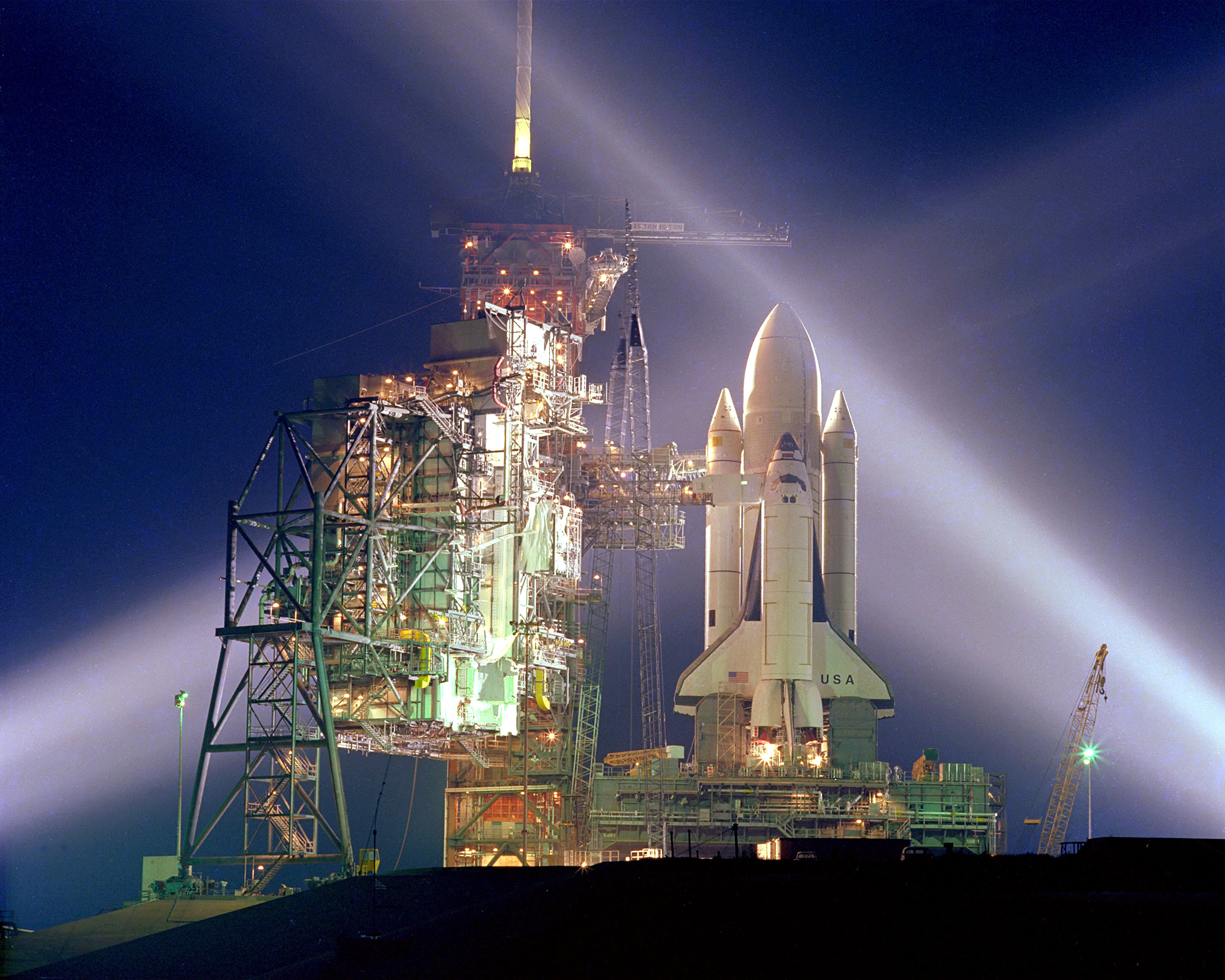
wahadłowiec "Columbia" STS-1 na LC-39A

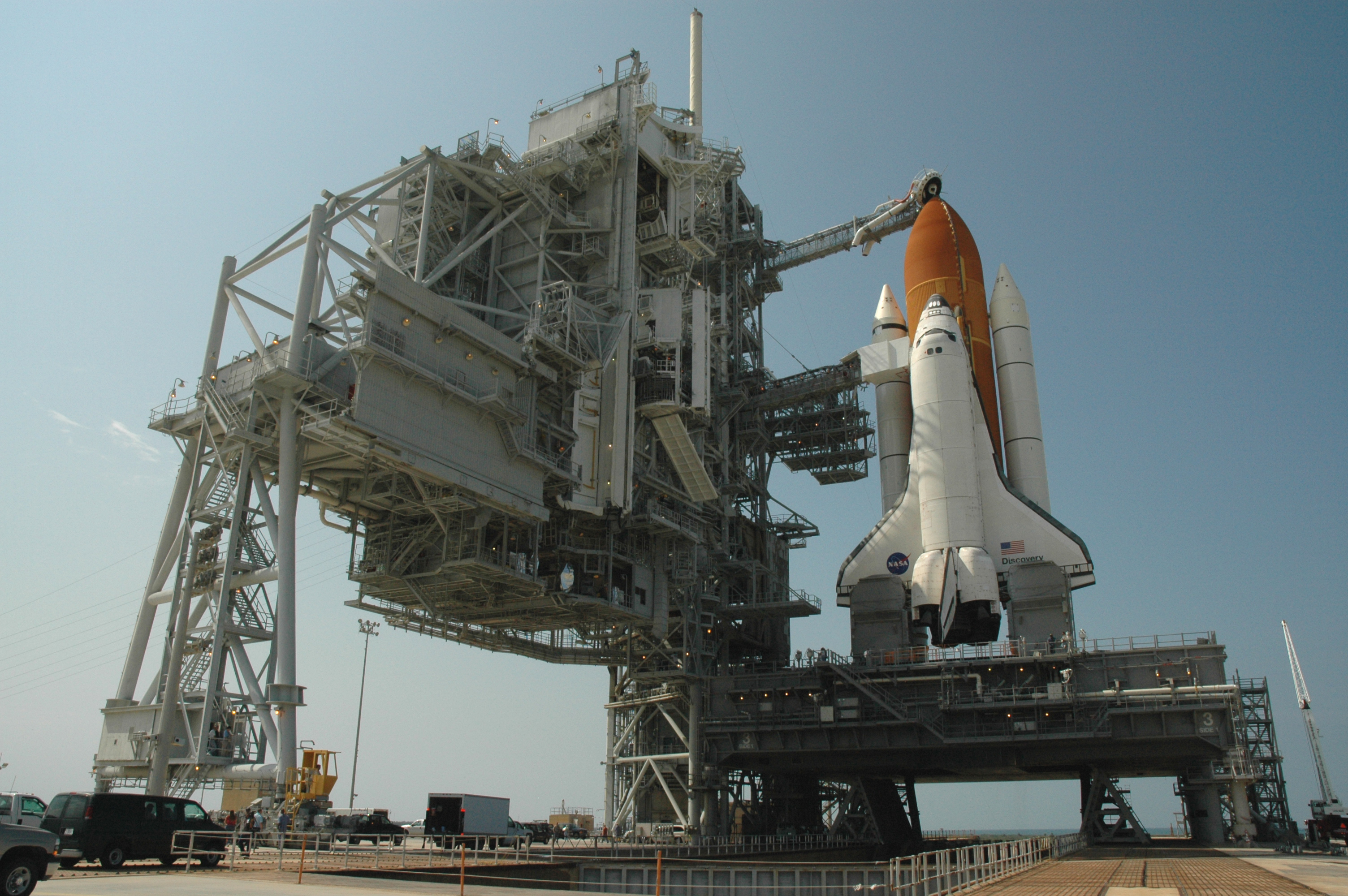
Platforma w świetle dziennym

Kompleks startowy 39 (ang. Launch Complex 39, zazwyczaj używany jest skrót LC39) odnosi się do platform startowych LC39A i LC39B w Centrum Kosmicznym im. Johna F. Kennedy’ego na przylądku Canaveral w Stanach Zjednoczonych, które były używane w amerykańskich załogowych programach kosmicznych: Apollo i Space Transportation System.

## Historia
Platformy LC39A i LC39B były używane wcześniej przy startach rakiet Saturn V dla misji księżycowych programu Apollo. Początkowa struktura platform została przemodelowana na potrzeby promów kosmicznych, zaczynając od platformy LC39A, po ostatnim starcie rakiety Saturn V, która wyniosła Skylab w 1973 roku, a w roku 1977 LC39B po zakończeniu programu Sojuz-Apollo.
W czasie programu Apollo kompleks 39 był po prostu parą platform startowych, jedyną modyfikacją było dodanie tzw. „stołka” – podstawki, która umożliwiała rakietom Saturn IB korzystanie z wieży startowej skonstruowanej dla Saturn V. Platformy dla promów mają stałą wieżę (pozostałość z epoki Apollo-Saturn) oraz obrotową platformę serwisową, służącą do ochrony orbitera i instalacji ładunków do luku towarowego promu.
Po raz pierwszy LC39 użyto w roku 1967, kiedy wystrzelono rakietę Saturn V niosącą pojazd bezzałogowy Apollo 4. LC39B użyto do misji bezzałogowej Apollo 6, natomiast z LC39A wystartował Apollo 8, drugi załogowy lot programu. Oprócz Apollo 10, który startował z LC39B, wszystkie misje Apollo, od Apollo 8 w grudniu 1968 do Apollo 17 w grudniu 1972 startowały z platformy LC39A.
W roku 1974 zapadła decyzja o skreśleniu platformy LC39A z systemu Apollo-Saturn, po czym została ona przekonfigurowana do zastosowania z promami kosmicznymi. Użyto jej w pierwszej misji promów – starcie Columbii w misji STS-1 w roku 1981. Z zastosowania w systemie Apollo-Saturn LC39B skreślona została w roku 1977, ale ze względu na ograniczenia budżetowe przebudowa ukończona została dopiero w roku 1986. Pierwszym startem z tej platformy była zakończona katastrofą promu Challenger misja STS-51-L. Platforma LC-39B miała być przebudowywana pod rakiety Ares I, jednak wskutek anulowania programu Constellation zdecydowano o przystosowaniu wyrzutni LC-39B na przyjęcie rakiet Space Launch System, zaś firma SpaceX przebudowuje LC-39A na potrzeby rakiet Falcon 9 oraz Falcon Heavy.

## Użycie promu kosmicznego
Zanim prom wystartował z jednej z platform kompleksu LC39, był on montowany w Vehicle Assembly Building (VAB). Mobile Launcher Platform (MLP), specjalnie skonstruowana ruchoma platforma, załadowana na transporter była przechowywana w VAB. Różne segmenty rakiety dodatkowej na paliwo stałe (Solid Rocket Booster – SRB) dołączano do MLP. Dopiero później, między boostery, instalowany był zewnętrzny zbiornik. Boostery w momencie instalacji były już „zatankowane” – paliwo stałe wlewano w postaci płynnej w czasie łączenia elementów rakiety w całość w fabryce w Utah. Z kolei puste zbiorniki zewnętrzne transportowano barkami z miejsca ich produkcji w Luizjanie. Zbiorniki tankowano ciekłym wodorem i ciekłym tlenem w czasie odliczania przed startem.
Orbiter podłączano do połączonych boosterów i zbiornika, po czym transporter przewoził cały system do odległej o 5,5 km platformy – przejazd trwał około ośmiu godzin. Platforma mobilna była instalowana za pomocą kilku mocowań do platformy startowej, a transporter odsuwano na bezpieczną odległość. Wieżę startową stanowiły Stała Struktura Obsługi (ang. Fixed Service Structure – FSS) i Obrotowa Struktura Obsługi (ang. Rotating Service Structure – RSS). RSS zawierała sterylne pomieszczenie i umożliwiała dostęp do ładowni orbitera, tak aby ładunek, który miał być wyniesiony za pomocą promu, mógł być zainstalowany bądź, w razie potrzeby, naprawiony krótko przed startem, w czasie, gdy prom oczekiwał na platformie. Prom mógł pozostawać na platformie nawet przy bardzo złej pogodzie, ponieważ był chroniony przez RSS, która, zgodnie z założeniami NASA, chroniła pojazd przed wiatrami o prędkościach do 60 węzłów.
Krótko przed startem do zbiornika zewnętrznego wtłaczano paliwo.
Najmniejsza odległość, na jaką można było zbliżyć się do platformy w czasie startu, to 5 kilometrów. Budynki kontroli startu i VAB znajdują się prawie dokładnie 5 kilometrów od LC. W przypadku eksplozji pojazdu na platformie, 5 kilometrów to minimalna odległość uważana za bezpieczną dla pracowników Centrum Kosmicznego i specjalnych gości.

## Stan obecny

### Stanowisko Startowe 39A
14 kwietnia 2014 roku, SpaceX podpisało umowę leasingu na 20 lat. Stanowisko zostało przebudowane pod kątem startów rakiet z serii Falcon 9, a także Falcon Heavy. Ponadto przebudowa obejmuje także stworzenie ośrodka poziomego montażu rakiet, podobnego do istniejącego w wynajmowanym przez SpaceX zakładzie w Bazie Lotniczej Vandenberg, co jest znaczącą różnicą w porównaniu do stosowanego przez NASA pionowego montażu promów kosmicznych oraz rakiet z programu Apollo. Jednocześnie zamontowane zostaną nowe systemy kontroli oraz systemy hydrauliczne przeznaczone dla różnorodnych rakiet. Dla misji wojskowych startujących ze Stanowiska 39A rakiety będą montowane pionowo, zgodnie z wymaganiami kontraktu z Siłami Powietrznymi USA. 
Pierwszy start rakiety Falcon 9 z wyrzutni LC-39A miał miejsce 19 lutego 2017, kiedy to został wystrzelony statek zaopatrzeniowy Dragon CRS-10, będąc jednocześnie pierwszym startem po ostatnim wahadłowcu wystrzelonym w 2011 roku.
Stanowisko 39A ma służyć do startów rakiet wynoszących astronautów w kapsułach Dragon w ramach partnerstwa prywatno-publicznego z NASA. Plany NASA z kwietnia 2014 roku, przewidują pierwsze misje załogowe w 2018 roku.

### Stanowisko Startowe 39B
Po starcie misji Ares I-X, NASA rozebrała wszystkie konstrukcje służące do obsługi startów promów kosmicznych, przywracając mu wygląd „clean pad” z czasów misji Apollo. To podejście pozwoli na przyjęcie przez stanowisko wielu różnych typów rakiet, które zamiast korzystać ze zbudowanych pod ich kątem stałych konstrukcji, będą przywożone na ruchomej platformie startowej. Zbiorniki LH2, LOX oraz wody, używane przez system tłumienia hałasu, są jedynymi elementami z ery promów kosmicznych pozostawionymi na stanowisku.
W 2015 roku NASA miała w planach pierwszą misję Space Launch System w roku 2018, a drugą (załogową) w 2021. Rok wcześniej ogłoszono, że Stanowisko 39B będzie dostępne dla lotów komercyjnych w momencie, gdy nie będzie już ono potrzebne dla programu SLS.

### Stanowisko Startowe 39C
Budowa stanowiska rozpoczęła się w styczniu 2015 roku, a zakończyła w czerwcu tego samego roku. Betonowe stanowisko o wymiarach 50 na 100 stóp, może przyjąć do 60 000 kg masy rakiety, paliwa, ładunku a także systemu startowego dla pojazdu kosmicznego. Dodatkowo do rakiety dołączona może być wieża, rurociągi oraz okablowanie o łącznej masie do 21 000 kg.

## Galeria

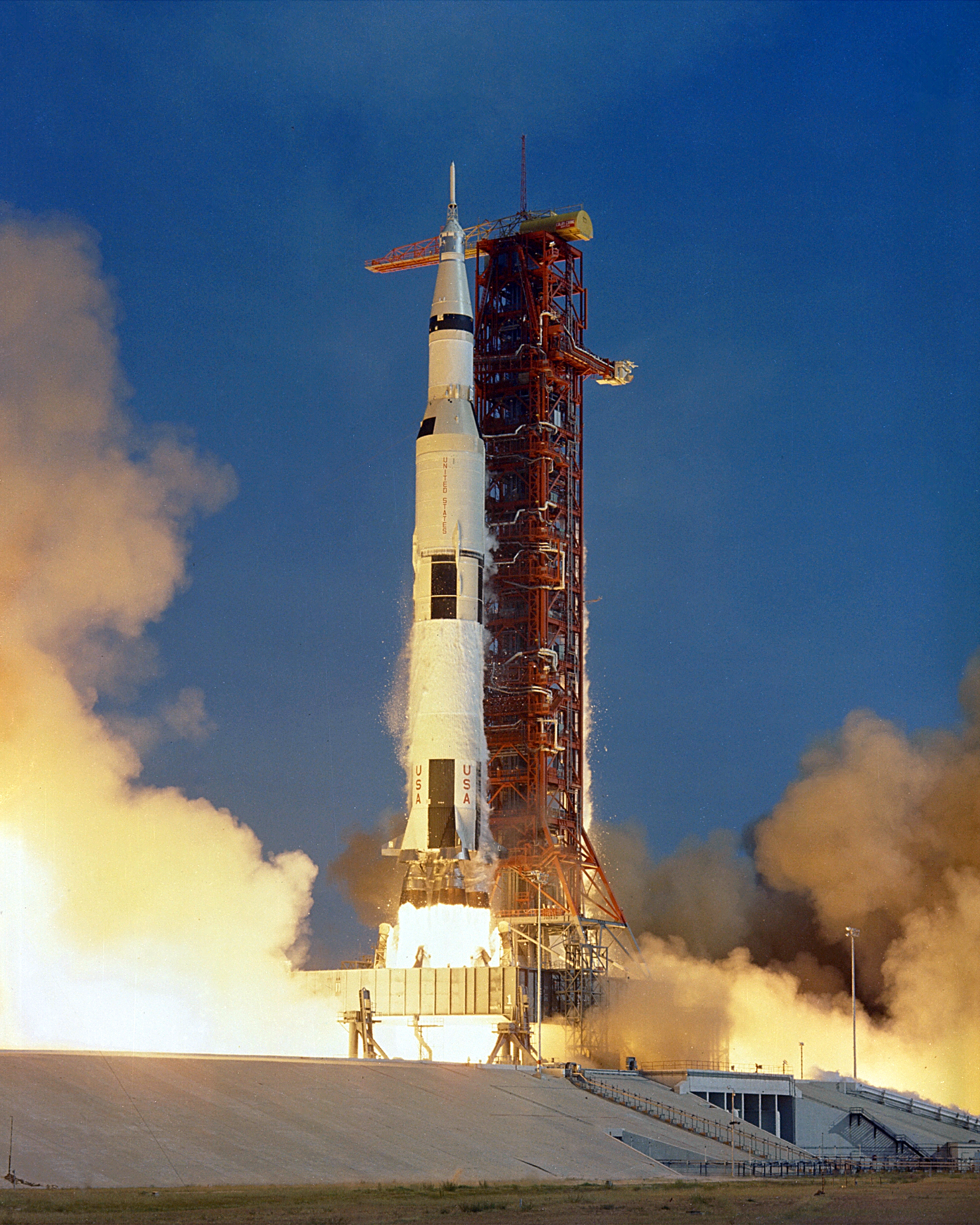
Start misji Apollo 11
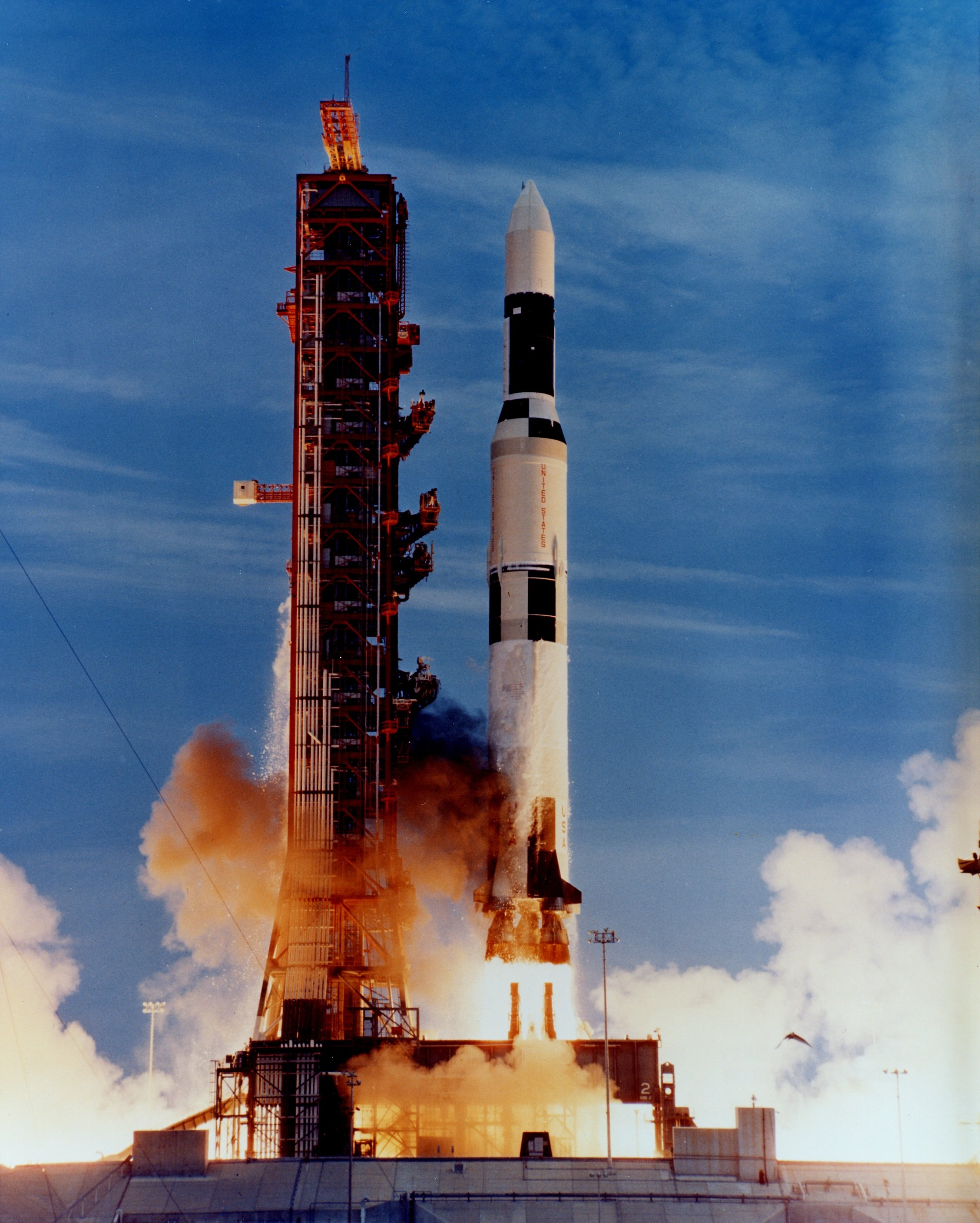
Rakieta Saturn INT-21 startuje ze stacją Skylab.
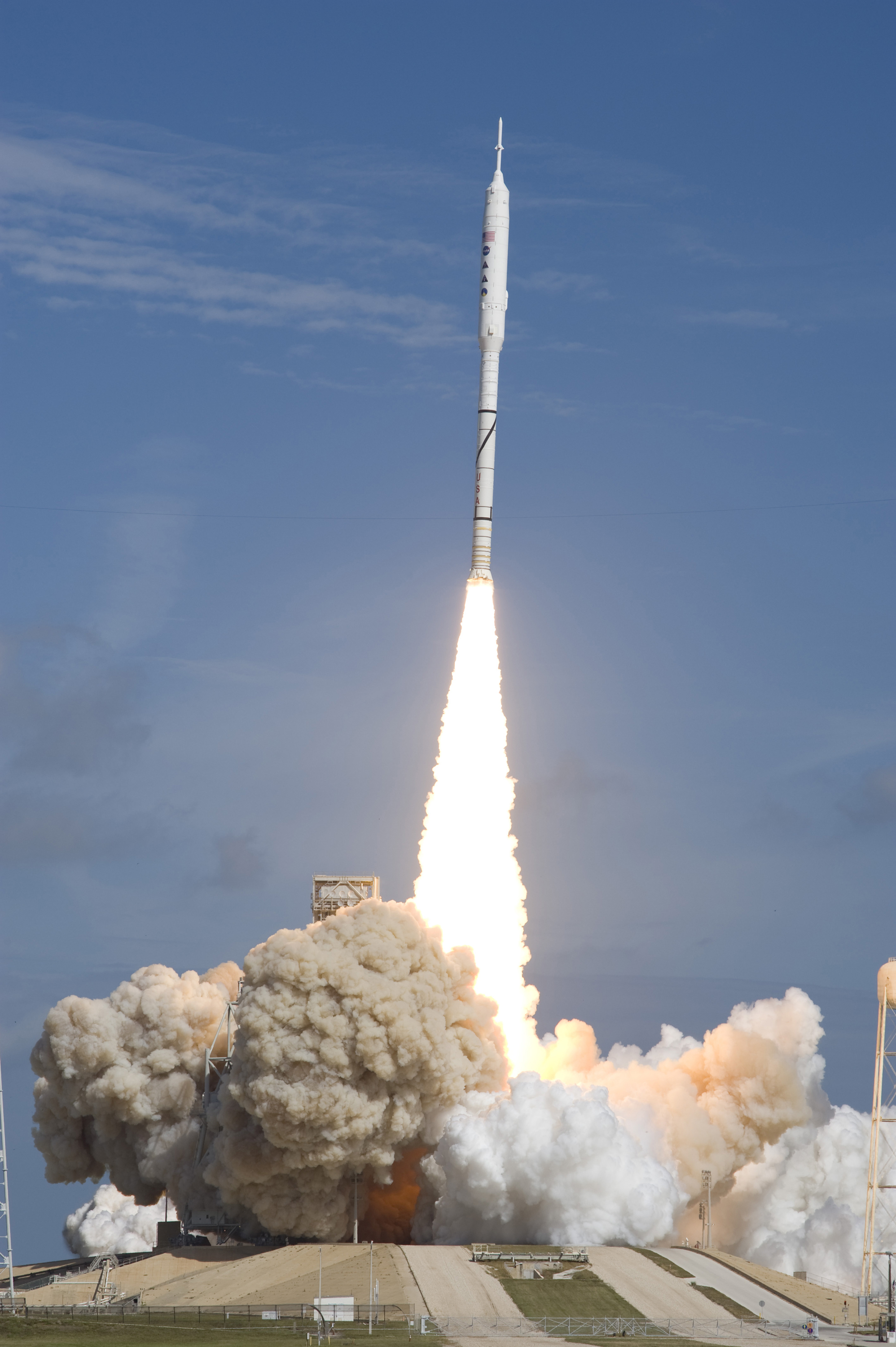
Start misji Ares I-X
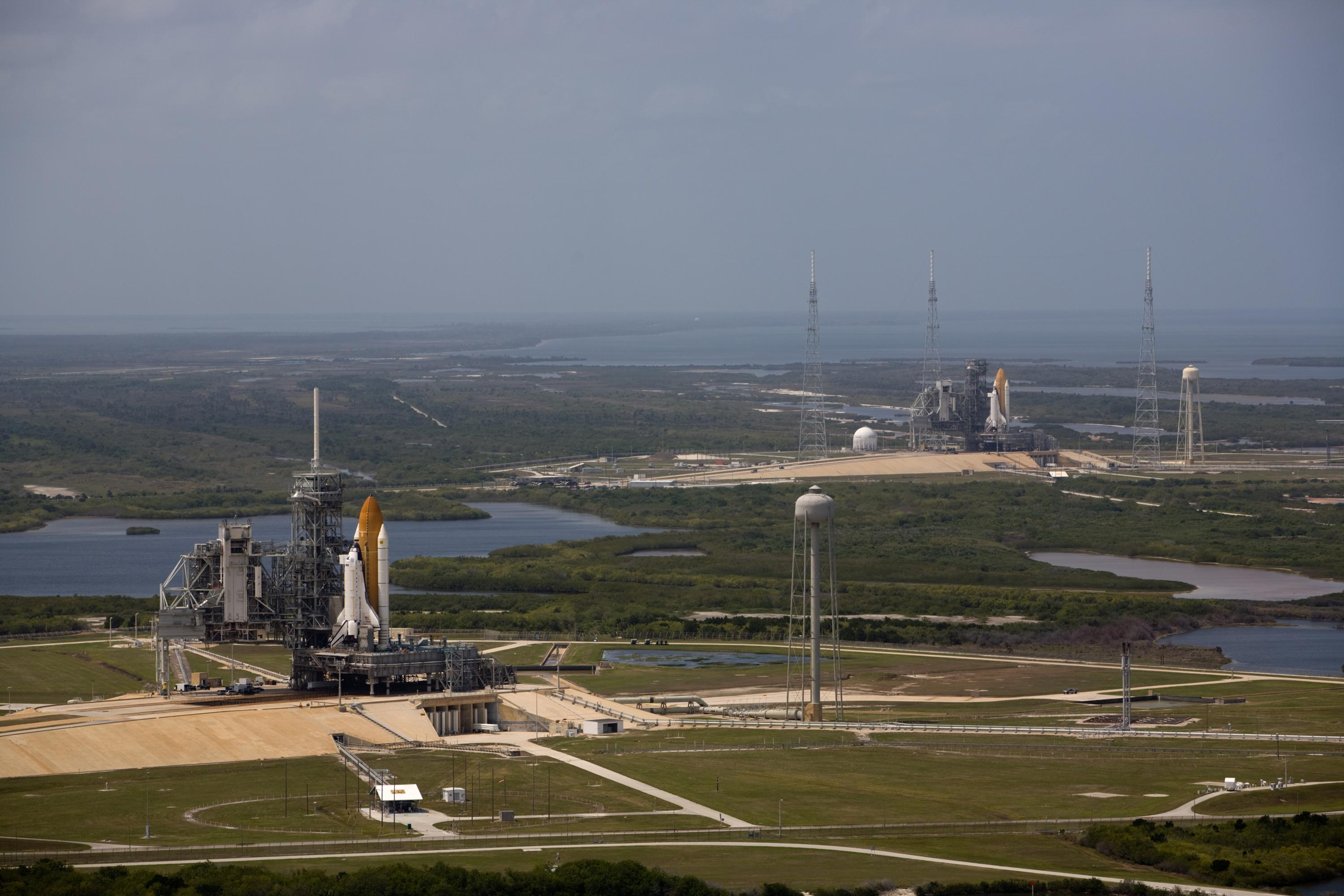
Wahadłowce Atlantis i Endeavour są umieszczane na LC-39A i LC-39B w ramach przygotowań do ostatniej misji serwisowej Kosmicznego Teleskopu Hubble'a (maj 2009). Endeavour był gotowy do misji awaryjnej w przypadku kłopotów z Atlantisem.
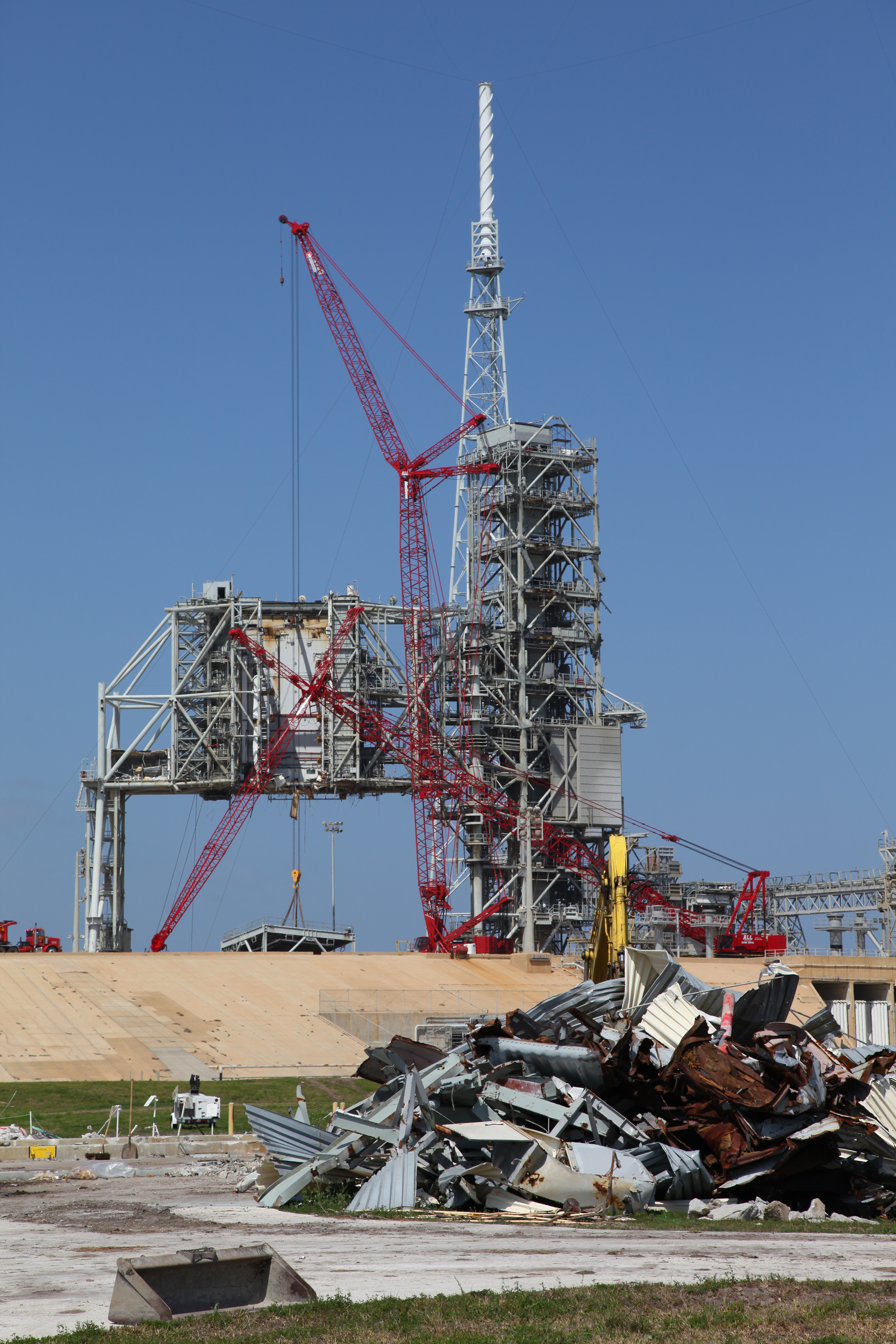
Rozbiórka wież serwisowych wahadłowca przy wyrzutni 39B
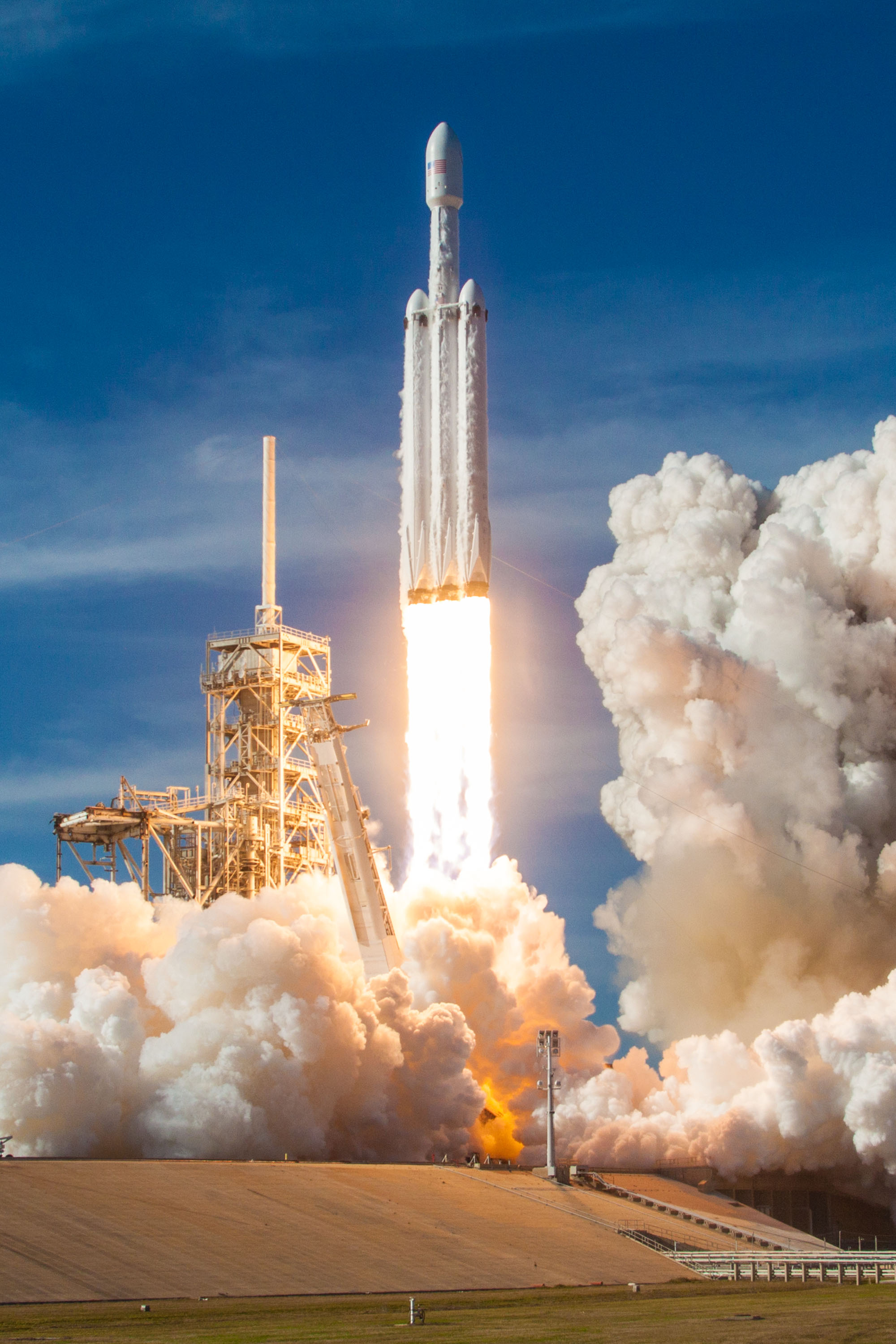
Start rakiety Falcon Heavy
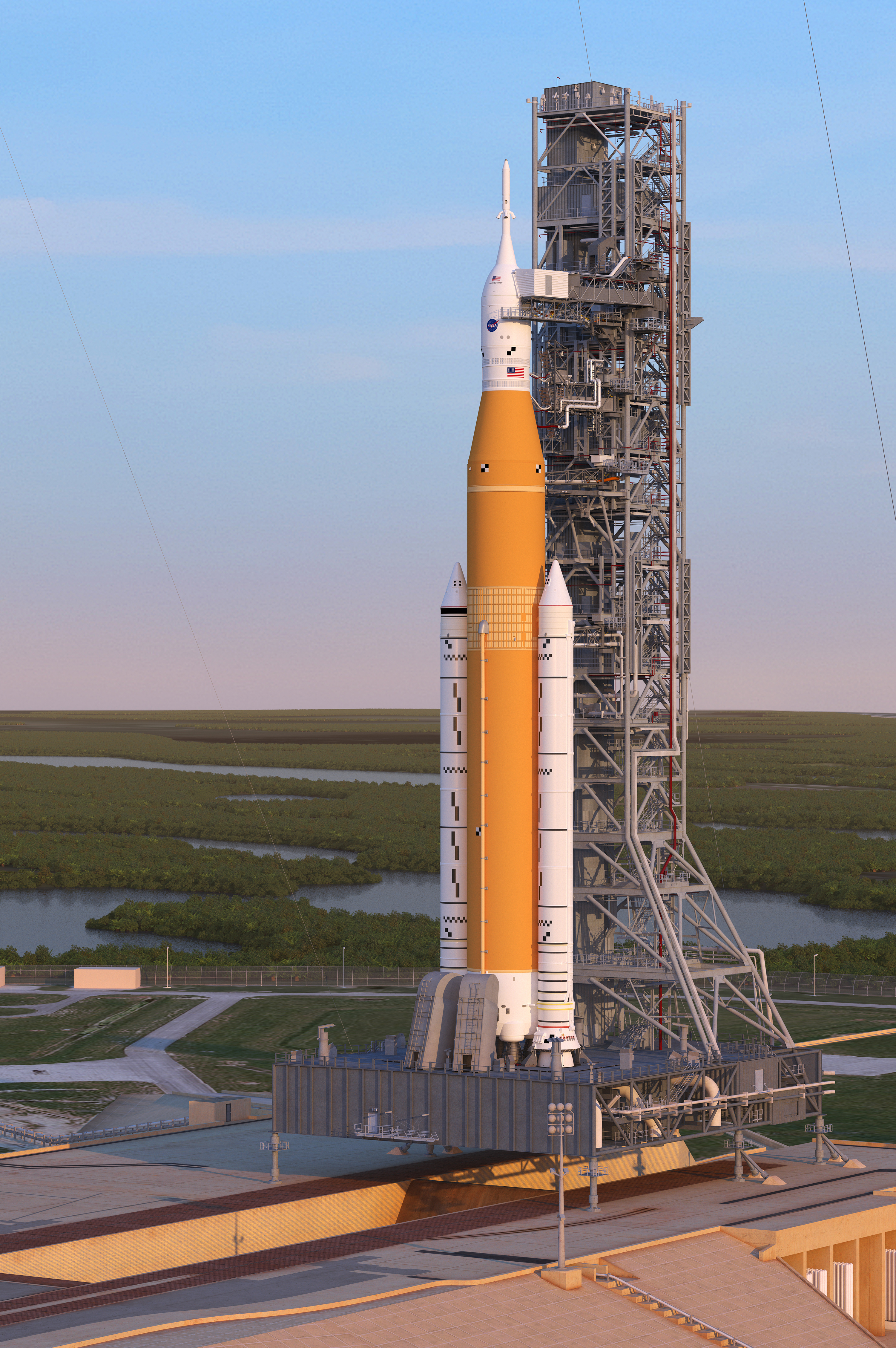
Artystyczna wizja rakiety SLS na wyrzutni 39B